# Pouzolzia obliqua
Pouzolzia obliqua là loài thực vật có hoa trong họ Tầm ma (Urticaceae).

## Lịch sử phân loại
Loài này được nhà thực vật học người Anh Hugh Algernon Weddell miêu tả khoa học đầu tiên năm 1854 theo mẫu cây tại Peru dưới danh pháp Margarocarpus obliquus. Trong sách Monographie de la famille des Urticées với năm in ghi là 1856-1857, Weddell lại chuyển nó sang chi Pouzolsia (ông giải thích lý do chỉnh Pouzolzia thành Pouzolsia tại chú thích 1 trang 389) thành Pouzolsia obliqua. Tuy nhiên, hiện nay người ta cho Pouzolsia chỉ là cách viết khác của Pouzolzia mà thôi.
Năm 1856, nhà thực vật học người Thụy Điển Pehr Johan Beurling mô tả loài Sponia? integerrima thuộc họ Celtideae trong thực vật chí Portobello (Panama). Năm 1933, nhà thực vật học người Mỹ Paul Carpenter Standley định danh lại loài này thành Trema integerrima và xếp trong họ Ulmaceae. Standley viết rằng:
| “ | I have seen the following collections that apparently are referable to this species: Panama: … vernacular name “capulín macho”. Honduras ….; a tree 6-9 m high, in pasture; vernacular name “capulín”. Sponia integerrima has remained unknown since its description, probably because no specimens of it were available to students of the genus. It is strikingly distinct from the various forms of T. micrantha in its entire leaves, those of T. micrantha being finely or coarsely serrate. | ” |

| “ | Tôi đã nhìn thấy các bộ sưu tập sau đây dường như có liên quan đến loài này: Panama: … tên bản địa “capulín macho”. Honduras ….; cây gỗ cao 6-9 m, mọc trên đồng cỏ; tên bản địa “capulín”. Sponia integerrima vẫn chưa được biết đến kể từ khi được mô tả, có lẽ vì không có mẫu vật nào của nó được cung cấp cho các nhà nghiên cứu về chi này. Nó khác biệt rõ rệt với các dạng khác nhau của T. micrantha ở chỗ các lá có mép nguyên của nó, [trong khi] các lá của T. micrantha khía răng cưa mịn hoặc thô. | ” |

Như vậy, dù chuyển nó sang chi Trema, nhưng Standley vẫn ghi nhận sự khác biệt của nó với Trema micranthum (loài hiện tại được coi là duy nhất thuộc chi Trema có ở khu vực nhiệt đới và cận nhiệt đới thuộc lục địa châu Mỹ, loài thứ hai là T. cubense là đặc hữu Cuba). Hiện tại, POWO xác định Trema integerrima (danh pháp đúng là Trema integerrimum) là danh pháp đồng nghĩa muộn của Pouzolzia obliqua.

## Phân bố
Loài cây bụi hay cây gỗ nhỏ này là bản địa khu vực từ đông nam México tới Peru, Venezuela ở miền bắc Nam Mỹ; bao gồm Belize, Colombia, Costa Rica, Ecuador, Guatemala, Honduras, đông nam México, Nicaragua, Panamá, Peru, Venezuela.